# All Hour Cymbals
All Hour Cymbals — дебютный студийный альбом американской группы Yeasayer, выпущенный на лейбле We Are Free в США 23 октября 2007 года и в Великобритании 24 марта 2008 года.
Альбом получил положительные отзывы от таких изданий и веб-сайтов, как Entertainment Weekly, New Musical Express, Pitchfork Media и Spin.
Песня «Sunrise» играет в заключительных титрах эпизода «The Sorkin Notes» шестого сезона сериала «Красавцы».

## Список композиций
Слова и музыка всех песен — написаны группой Yeasayer.
| №   | Название                  | Длительность |
| --- | ------------------------- | ------------ |
| 1.  | «Sunrise»                 | 4:07         |
| 2.  | «Wait for the Summer»     | 4:53         |
| 3.  | «2080»                    | 5:24         |
| 4.  | «Germs»                   | 3:13         |
| 5.  | «Ah, Weir»                | 1:21         |
| 6.  | «No Need to Worry»        | 5:26         |
| 7.  | «Forgiveness»             | 3:40         |
| 8.  | «Wait for the Wintertime» | 4:52         |
| 9.  | «Many Waves»              | 4:07         |
| 10. | «Worms»                   | 4:57         |
| 11. | «Red Cave»                | 4:59         |